# Unión de Jóvenes Comunistas
Die Unión de Jóvenes Comunistas (UJC; deutsch: Kommunistischer Jugendverband) ist die Jugendorganisation der Kommunistischen Partei Kubas (PCC). Sie ist keine klassische Massenorganisation, sondern versteht sich ähnlich wie die PCC als Avantgarde der Gesellschaft. Das Mindestalter liegt bei 14, das Höchstalter bei 30 Jahren, auch wenn die Führungskader in der Regel älter sind. Von den Mitgliedern wird ein besonders hohes sozialistisches Bewusstsein erwartet. In Ausnahmefällen können auch in Kuba lebende Ausländer in die Organisation aufgenommen werden.
2012 hatte die UJC mehr als 700.000 Mitglieder.
Die Unión de Jóvenes Comunistas unterhält Beziehungen zu weltweit 218 Organisationen und ist dem Weltbund der Demokratischen Jugend angeschlossen. Weiterhin partizipiert sie in 14 weiteren internationalen Organisationen.
Das Presseorgan der UJC ist die Tageszeitung Juventud Rebelde.

## Geschichte
Im Jahre 1928 wurde durch die erste kommunistische Partei Kubas die Liga Juvenil Comunista (dt.: Kommunistische Jugendliga) gegründet. Sie existierte nur wenig mehr als eine halbe Dekade.
Ende 1944 wurde auf Initiative der Partido Socialista Popular, dem Vorläufer der heutigen kommunistischen Partei PCC, die Juventud Socialista (Sozialistische Jugend) gegründet, der beispielsweise Raúl Castro angehörte, nicht jedoch der zu dieser Zeit im bürgerlichen politischen Lager engagierte Fidel Castro. Nach der kubanischen Revolution gründete Che Guevara die Asociación de Jóvenes Rebeldes (Bund der rebellischen Jugend), welche 1960 mit der Juventud Socialista zusammengeschlossen wurde.
Am 4. April 1962 bekam die Organisation während des ersten Kongresses der neuen, vereinigten Organisation auf Vorschlag Fidel Castros den Namen Unión de Jóvenes Comunistas.
Die UJC hat mehrere Programme angestoßen, die an die kubanische Jugend gerichtet sind, zum Beispiel den Jugendclub für Informatik und Elektronik (Joven Club de Computación y Eléctronica), die Gesellschaft für ländlichen Tourismus des Volkes (Empresa Campismo Popular), die Martische Jugendbewegung (Movimiento Juvenil Martiano), die Technischen Jugendbrigaden (Brigadas Técnicas Juveniles), die Brigaden der Kunstlehrer (Brigadas de Instructores de Arte), die Trabajadores Sociales (dt. etwa: Sozialarbeiter) und leitet auch die Sommer-Kampagnen im Land. Außerdem werden Organisationen wie die Federación de Estudiantes de la Enseñanza Media (FEEM) (Föderation der Fachschulstudenten), die Federación Estudiantil Universitaria (FEU – Föderation der Universitätsstudenten) sowie die Organización de Pioneros José Martí (OPJM – Pionierorganisation José Martí) durch die UJC beraten.
Als Generalsekretärin fungiert seit August 2021 Aylín Álvarez García. Fünf von zwölf ihrer Amtsvorgänger wurden seit 1987 unter unterschiedlich schweren Korruptionsvorwürfen unehrenhaft von ihren jeweiligen Funktionen in Partei und Regierung entlassen, darunter die zwischenzeitlich zu Ministern aufgestiegenen Roberto Robaina und Carlos Lage.

## Organisatorischer Aufbau
Während des VIII. Kongresses der Unión de Jóvenes Comunistas im Jahre 2004 wurde folgende Organisationsstruktur beschlossen:
- Congreso (Kongress)
Er tritt alle 4 Jahre zusammen. Es nehmen Delegierte aus allen Provinzen des Landes teil. Er ernennt das Comité Nacional und das Buró Nacional (Nationalbüro) und erarbeitet die Statuten sowie interne Dienstvorschriften.
- Buró Nacional (Nationalbüro)
Dem Nationalbüro unter Vorsitz des Generalsekretärs gehören sieben hauptamtliche und 10 bis 15 nebenamtliche Mitglieder an. Es gibt die Richtung der Organisation vor, während das Nationalkomitee nicht tagt. Es gibt in jeder Provinz und in jeder Gemeinde ein Provinz- bzw. ein Gemeindebüro.
- Comité nacional (Nationalkomitee)
Das Nationalkomitee tritt landesweit zweimal jährlich zusammen. Die Provinzkomitees tagen dreimal jährlich und die der Gemeinden viermal jährlich.

## Erste Sekretäre der UJC
- Joel Iglesias Leyva (1962–1966), hatte danach keine weiteren politischen Ämter. Starb 2011.
- Jaime Crombet Hernández-Baquero (1966–1972), Vizepräsident der Nationalversammlung seit 1993
- Luis Orlando Domínguez Muñiz (1972–1982), wurde 1987 zu 20 Jahren Gefängnis wegen Korruption und Verschwörung verurteilt.
- Carlos Lage Dávila (1982–1986), von 1993 bis 2009 Vizepräsident Kubas, danach wegen Verschwörung von allen Ämtern entfernt.
- Roberto Robaina González (1986–1993), war danach bis 1999 Außenminister, wegen Korruption und Verschwörung von allen politischen Ämtern entfernt.
- Juan Contino Aslán (1993–1994), war von 2003 bis 2011 Chef der Provinzverwaltung der Hauptstadt Havanna
- Victoria Velázquez (1994–1997), verlor dieses Amt wegen Korruption
- Otto Rivero Torres (1997–2004), Vizepräsident Kubas von 2004 bis 2009, verlor danach seine Ämter wegen Korruption und Konspiration
- Julio Martínez Ramírez (2004–2009), Mitglied des Provinzkomitees der PCC in der Hauptstadt Havanna.
- Liudmila Álamo Dueñas (2009–2012).
- Yuniasky Crespo Vaquero (2012–2016).
- Susely Morfa González seit 2016